# Ryggskott (film)
Ryggskott är en svensk film från 1921 i regi av Pauline Brunius. 

## Om filmen
Filmen premiärvisades 3 januari 1921 på Sture-Teatern i Stockholm. Filmen spelades in vid Skandiaateljén, på Långängen i Stocksund av Carl Gustaf Florin. Som förlaga har man Hans Zetterströms berättelse Ryggskott som ingår i kåserisamlingen "Hasse Z:s julbok 1916" från 1916.

## Rollista
- Olof Winnerstrand – herr vinner
- Frida Winnerstrand – fru vinner
- Palle Brunius – Putte
- Eyvor Lindberg – Lillan
- Georg Blomstedt – skräddaren